# جون كير سينيور
جون كير سينيور هو لاعب كرة قدم ومدرب كرة قدم كندي في مركز الوسط، ولد في 15 أكتوبر 1943 في غلاسكو في المملكة المتحدة، وتوفي في 19 يونيو 2011 في كارولاينا الشمالية في الولايات المتحدة. شارك مع منتخب كندا لكرة القدم. أما مع النوادي، فقد لعب مع ديترويت كوجرز ونادي أمريكا ونيويورك كوسموس.

## وصلات خارجية
- جون كير سينيور على موقع قاعدة بيانات كرة القدم.إي يو (الإنجليزية)
- جون كير سينيور على موقع ناشيونال فوتبول تيمز (الإنجليزية)